# ني نو كوني: دومينيون أوف ذا دارك دجن
ني نو كوني: دومينيون أوف ذا دارك دجن (بالإنجليزية: Ni no Kuni: Dominion of the Dark Djinn)‏ هي لعبة فيديو تقمص الأدوار تم تطويرها ونشرها بواسطة ليفل-5. تم إصداره في اليابان لجهاز نينتندو دي أس في 9 ديسمبر 2010. يتحكم اللاعبون في أوليفر، وهو صبي صغير ينطلق في رحلة لإنقاذ والدته. تُلعب اللعبة من منظور الشخص الثالث ويتم التنقل في عالمها سيرًا على الأقدام أو بالقارب. بينما يتنقل اللاعبون في أوليفر في جميع أنحاء عالم اللعبة، يمكن التحكم في الشخصيات الأخرى أثناء المعارك ضد الأعداء؛ خلال هذه المعارك، يستخدم اللاعبون القدرات السحرية والمخلوقات المعروفة باسم "إيماجين"، والتي يمكن أسرها وترويضها.
بدأ تطوير لعبة دومينيون أوف ذا دارك دجن في عام 2008. أنتج استوديو غيبلي التسلسلات المتحركة للعبة، بينما شارك جو هيسايشي في تأليف النوتة الأصلية. استوحى العمل الفني أيضًا من إنتاجات استوديو غيبلي الأخرى. كان تطوير شخصية أوليفر محورًا كبيرًا للعبة، حيث كان يهدف إلى جعل الأطفال يتعاطفون مع الشخصية ويجعل الكبار يسترجعون فترة المراهقة. اختار المطورون تطوير اللعبة على دي أس نظرًا لملاءمته للعبة.
بعد إعلانها، كان من المتوقع على نطاق واسع ني نو كوني. وقد نال استحسان المراجعين، مع الثناء الموجه بشكل خاص على قصته وأسلوبه الفني والموسيقى. تم إصدار نسخة محسّنة من اللعبة بعنوان ني نو كوني: راث أوف ذا وايت ويتش، في نوفمبر 2011 لجهاز بلاي ستيشن 3، والتي تضم عناصر لعب وقصة مماثلة.